# Klub Pana Rysia
Klub Pana Rysia – popularny cykl programów telewizyjnych dla dzieci nadawany w czwartki o g. 19:30 w Programie Drugim Telewizji Polskiej w latach 1995–1999. Produkowany był dla TVP przez Wytwórnię Filmów Oświatowych i Programów Edukacyjnych. Emisję przerywano w okresie wakacyjnym. 
Głównym prowadzącym i autorem 307 odcinków programu był przyrodnik, podróżnik i reżyser Ryszard Wyrzykowski, tytułowy Pan Rysio. Oprócz niego program prowadziły również dzieci (przeważnie trójka) w wieku 10–13 lat. Odgrywały krótkie scenki lub prezentowały skecze przybliżając temat przewodni aktualnego odcinka. Pan Rysio pojawiał się też często w przebraniu związanym z zawodem, któremu poświęcony był temat danego programu udając, że zajmuje się tą profesją od zawsze. 
Program początkowo poświęcony był głównie zagadnieniom przyrodniczym – zoologii, botanice, ochronie przyrody i naukom pokrewnym. Z czasem tematami stała się również kultura, atrakcje, legendy i historia poszczególnych regionów Polski, niektóre zawody, obyczaje oraz dziedziny sztuki. Na końcu programu prowadzący zadawali pytanie konkursowe, na które odpowiedź znaleźć można było w treści danego odcinka. Nagrodami dla wylosowanych uczestników konkursu były najczęściej ilustrowane książki edukacyjne wysyłane pocztą. 
I co pan najlepszego narobił, Panie Rysiu? – to słowa kończące każdy odcinek.

## Filmoteka
- Klub Pana Rysia w Białowieży – fragment programu telewizyjnego z udziałem Bożeny i Jana Walencików, WFOiPE dla TVP (grudzień 1999)
- Klub Pana Rysia – Przełomy Dunajca – program telewizyjny, WFOiPE dla TVP